# Lokalna valuta
V ekonomiji je lokalna valuta valuta, ki jo je možno porabiti na določenem geografskem ozemlju pri sodelujočih organizacijah. Regionalna valuta je oblika lokalne valute, ki obsega večje geografsko območje, medtem ko je skupnostna valuta lahko lokalna ali pa je uporabljena za izmenjavo v spletni skupnosti. Lokalna
valuta deluje kot komplementarna valuta nacionalni valuti in jo ne zamenjuje, ter si prizadeva za trošenje v lokalni skupnosti, zlasti s podjetji v lokalni lasti. Možno je, da takšne valute nacionalne vlade ne podpirajo in niso legalno plačilno sredstvo. V podatkovni bazi Complementary Currency Resource Center je vnesenih okrog 300 komplementarnih valut, vključno z lokalnimi valutami.
V Sloveniji je trenutno (januar 2024) aktivna ena lokalna valuta, kidričevski sternthal, ki ga izdaja občina Kidričevo, in ena zasebna valuta, bistriški belič, ki ga izdaja Primorsko numizmatično društvo Ilirska Bistrica (1 belič = 100 fičnikov).

## Terminologija
Nekaj definicij:
- Komplementarna valuta – v uporabi je kot komplement nacionalni valuti,[4] kot medij izmenjave in običajno ni legalno plačilno sredstvo.[5]:2
- Skupnostna valuta – skupnostna valuta, ki jo uporablja skupina, kot so prebivalci kraja, društva ali poslovne ali spletne skupnosti.
- Lokalna valuta – komplementarna valuta, uporabljana na določenem območju.[2]
- Regionalna valuta – lokalna valuta, kjer je območje večja regija.
- Pomožna valuta, mikrovaluta, ekodenar – manj pogosti sinonim za skupnostno ali lokalno valuto. (glej npr. Douthwaite & Wagman 1999)
- Zasebna valuta – valuta, ki jo izdaja posameznik, poslovnež ali nevladna organizacija. Kompementarne avlute so vrsta zasebne valute.[6]
- Sektorska valuta –komplementarna  valuta, ki je v uporabi v eni gospodarski panogi, npr. šolstvo ali zdravstvo.
- Alternativna valuta – na splošno sopomenka za komplementarno valuto, nanaša se na valuto, oblikovano za delovanje skupaj z nacionalno valuto; redkeje se nanaša na vrsto zasebne valute, ki poskuša izpodriniti ali zaobiti nacionalno valuto.